# Roosevelt Field Mall

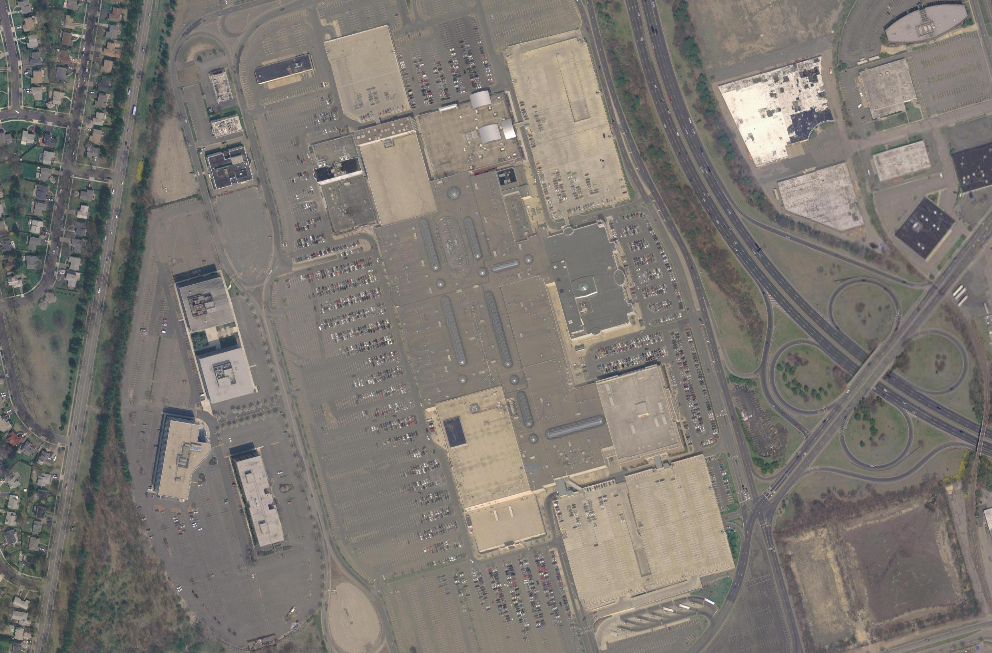
Genordetes Satellitenfoto der Mall

Roosevelt Field Mall ist der Name eines Einkaufszentrums in East Garden City auf Long Island im US-Bundesstaat New York, das auf dem Gelände des am 31. Mai 1951 geschlossenen Flugplatzes Roosevelt Field errichtet wurde.

## Baugeschichte
Die Mall wurde 1956 nach Entwürfen von Ieoh Ming Pei gebaut und war zu dieser Zeit das größte Einkaufszentrum der Welt. Im Hauptgebäude befand sich eine Eislaufbahn für Schlittschuhläufer. Diese wurde allerdings entfernt, als die gesamte Anlage in den frühen 1970er Jahren renoviert wurde. Bei dieser Umgestaltung erhielt die Roosevelt Field Mall auch ein Dach – bis dahin war sie ein Open-Air-Einkaufszentrum gewesen.
In den späten 1990er Jahren wurde eine erneute Renovierung vorgenommen. Es wurde eine zweite Geschäftsebene, die das gesamte Gebäude durchzieht, gebaut.

## Heutige Situation
Heutzutage ist die Mall mit einer überdachten Fläche von 203.452 Quadratmetern und über 270 Einzelgeschäften das größte Einkaufszentrum seiner Art im Staat New York und das elftgrößte in den USA. (Zum Vergleich: Das größte deutsche Einkaufszentrum, der Ruhr-Park in Bochum, hat 126.000 Quadratmeter und 119 Läden vorzuweisen.)

## Roosevelt Flugfeld

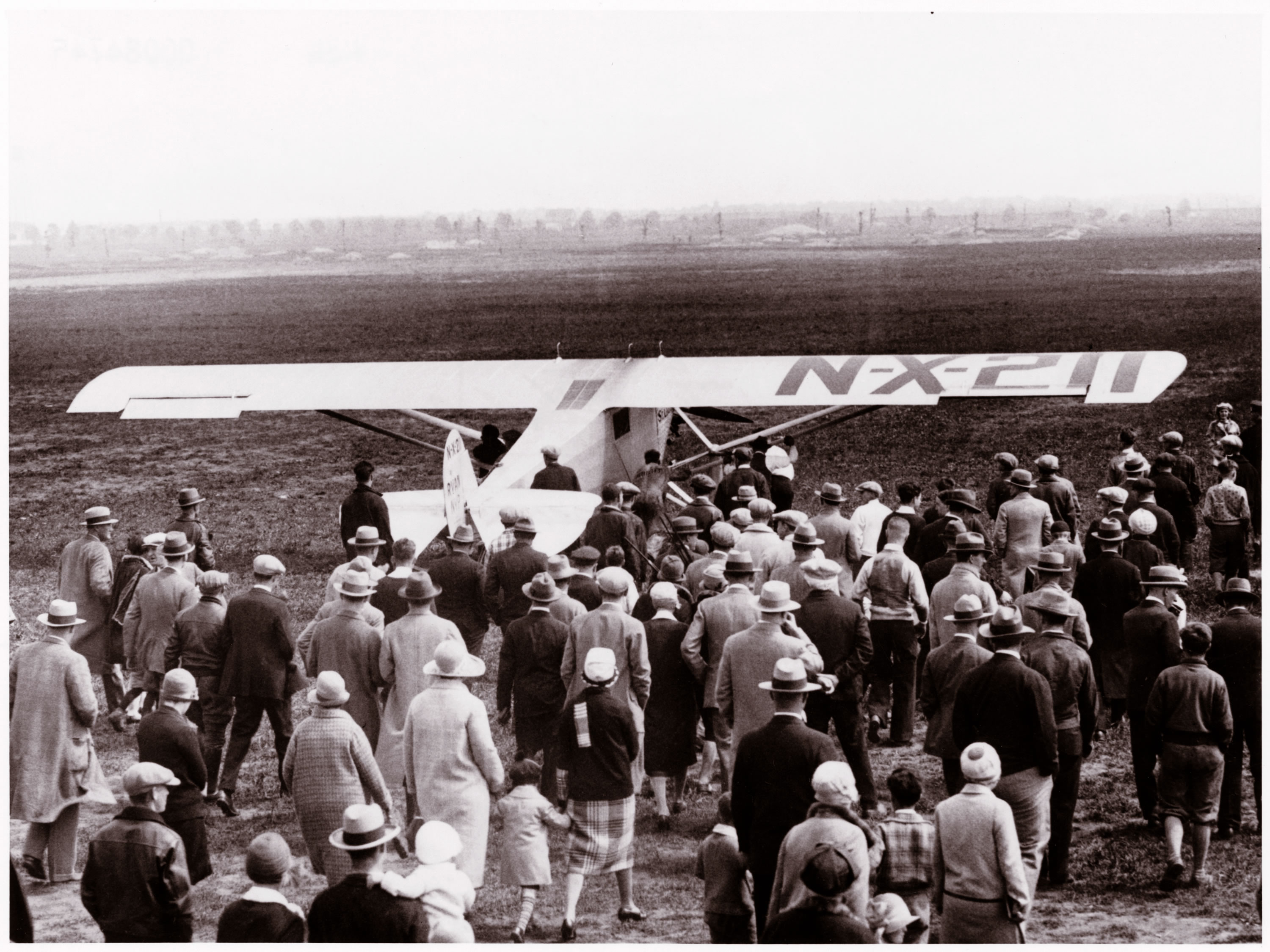
Die Spirit of St. Louis (Kennzeichen: N-X-211) auf dem Roosevelt Flugfeld kurz vor dem Start zum Atlantikflug (1927)

- Die Roosevelt Field Mall wurde auf dem Roosevelt Flugfeld (engl. Roosevelt Field) errichtet, von dem Charles Lindbergh im Jahre 1927 mit seinem Flugzeug Spirit of St. Louis zum historischen Atlantikflug startete. Im Gedenken daran wurde eine Plakette installiert.
- Das Roosevelt Field (ursprünglich Hempstead Plains Flugfeld) wurde 1919 nach dem jüngsten Sohn Quentin des US-Präsidenten Theodore Roosevelt benannt. Quentin Roosevelt war während eines Luftgefechtes im Ersten Weltkrieg in Frankreich ums Leben gekommen.